# 작은 연인
《작은 연인》(Lady Libertine)은 영국에서 제작된 제라르 키코인 감독의 1984년 드라마, 멜로/로맨스 영화이다. 제니퍼 인치 등이 주연으로 출연하였다. 유럽에서는 극장 개봉, 미국에서는 텔레비전으로 개봉되었으며 빌 앨더의 빅토리아의 소설(1902년) Frank and I를 각색한 것이다.

## 출연
- 크리스토퍼 피어슨
- 제니퍼 인치
- Sophie Favier
- Alain Dumaurier